# Arnie Weinmeister
Arnold George Weinmeister (23 de marzo de 1923 – 29 de junio de 2000) fue un jugador de fútbol americano nacido en Canadá. Jugó como defensive tackle. Fue seleccionado a cuatro Pro Bowls, pero con una carrera de solo seis años como profesional en la  All-America Football Conference y la National Football League, es una de las carreras más cortas de cualquier miembro del Salón de la Fama.

## Carrera universitaria
Weinmeister jugó como end, fullback y tackle durante sus 4 años en los que asistió a la Universidad de Washington los cuales fueron interrumpidos por cuatro años de servicio militar.
Fue observado por el entrenador en jefe de los New York Yankees (AAFC), Ray Flaherty mientras jugaba como fullback.

## Carrera profesional
Weinmeister se convirtió en profesional en 1948 y jugó como defensive tackle para los New York Yankees en la All-America Football Conference hasta 1949, y para los New York Giants de 1950 a 1953.
Durante su temporada final en Nueva York, fue el capitán del equipo.
Es una de las tres personas nacidas en Saskatchewan que han llegado a jugar en la NFL (los otros dos fueron Jon Ryan y Rueben Mayes).
Murió el 29 de junio de 2000.